# Стари надгробни споменици у Бершићима (општина Горњи Милановац)
Стари надгробни споменици у Бершићима (Општина Горњи Милановац) представљају значајан извор за проучавање генезе становништва Бершића и споменичког наслеђа Србије 19. века.

## Бершићи
Бершићи се налазе у централном делу општине Горњи Милановац, на раскрсници путева од Горњег Милановца према Пожеги и Рајцу. Село се простире правцем североисток-југозапад на површини од 1.018ha. Граничи се са атарима села Дренова, Лочевци, Озрем, Брезна (Горњи Милановац) и Срезојевци. Рељеф одликује изразита разлика у надморској висини појединих предела (од 364m у долини Дичине, до 689m уз границу са Срезојевцима), а самим тим и велики нагиби терена. Земљиште је разноврсно. У прошлости оведе су преовладавале велике шуме, по којима је село и добило име.
Првобитно насеље налазило се у шумовитим пределима брда Галич (688m). Од око 1880. године почело је спуштање у поље поред Дичине, где су раније била само привремена летња станишта - "трле", тако да већина родова има своје огранке у оба краја села. Најстарији помен Бершића датира из 1525. године, када је пописано да има 29 домова. У турским пописима из наредних година Галич (данас заселак овог села), посебно се наводи.
У селу постоји више неидентификованих старих гробаља. На граници према Лочевцима налази се место Црквина. По предању, овде се налазила црква, а око ње доста споменика који су касније разнети. Локално предање каже да је на једној надгробној плочи постојао приказ великог крста и "љељена", уз тумачење да је ту сахрањен "поп погинуо од јелена".
Данас у Бершићима постоје два гробља - на Кајиновцу за Галич и на Зборишту за доњи, равничарски крај села.
Сеоска преслава су Друге Тројице.

## Стари надгробни споменици
На бершићким гробљима заступљени сви типови надгробника карактеристични за споменичко наслеђе западне Србије 19. и прве половине 20. века.
На оба гробља среће се занимљива група споменика, која је по својој декорацији специфична за овај крај Србије, посебно општину Горњи Милановац.
То су споменици са сведеним антропоморфним представама покојника. Тело покојника је приказано помоћу крстова, тако да по један крст означава тело и ноге, док је свака рука исцртана са по једним крстом. Глава је представљена кругом који је оивичен зракастом линијом, тако да подсећа на сунце. У кругу су исклесане очи, нос и уста. Због начина клесања уста, стичемо утисак да је покојник приказан као да се смеје. Овакве представе су клесане и на споменицима у облику крста, и на споменицима у облику стуба. Географски гледано, најчешће се могу наћи на гробљима у селима која се простиру уз северни обод општине.

### Гробље на Зборишту
Сеоско гробље на Зборишту (коси Товарници; на Мрамору или гробље "Липе") је знатне величине, издељено по појединим фамилијама. У горњем делу постоји велики број старих надгробника, од којих су многи полегли и препуштени зубу времена. Старост појединих споменика сеже до 30-их година 19. века. Најстарији споменици су неправилних облика, грубо исклесани од непостојане сиге. На сеоском гробљу на Зборишту уочљив је велики варијетет старих споменика у облику стуба и крста, од којих су неки изразитих димензија. На поједине споменике уклесани су геометријски урези и епитафи, док су други без икаквог украса. У највећем броју споменици су клесани од локалног камена различитог квалитета.

### Гробље на Галичу
Гробље на брду Каиновац на Галичу свакако је старије од оног на Зборишту, јер су Бершићи прво били насељени у горњем, брдовитом крају. И сами споменици сведоче о старијем пореклу. Типолошки, преовладавају надгробници у облику крста, декорисани у већој или мањој мери геометријским урезима. Ту су и обележја у облику стуба са натписом или без њега. Посебно се истиче стилизован мотив "насмејаног човека", који је на овом гробљу присутан у више варијанти. Један од ових споменика датован је у 1833. годину.